# Remiornis heberti
Remiornis heberti — викопний вид безкілевих птахів, що існував у палеоцені (58-55 млн років тому). Голотип MNHN CRL 2481 (частина кістки  tarsometatarsus) знайдений у відкладеннях формування Кернай у Франції.